# Agathia antitheta
Agathia antitheta är en fjärilsart som beskrevs av Louis Beethoven Prout. Agathia antitheta ingår i släktet Agathia och familjen mätare. Inga underarter finns listade i Catalogue of Life.